# Гаджет
Га́джет (англ. gadget — приспособление, переносное устройство, также может называться — девайс) — небольшое устройство, предназначенное для облегчения и усовершенствования жизни.

## Сфера применения
Гаджеты широко распространены в самых разных сферах: спорт — фитнес-трекеры, смарт-браслеты, спортивные устройства, в том числе и «умная» одежда; медицина: электронные пластыри.
В программном обеспечении гаджет (виджет) — небольшое приложение, предоставляющее дополнительную информацию, например, прогноз погоды или курс валют. Типичными примерами гаджетов как мини-приложений являются Google Gadgets (существуют варианты для боковой панели Google Desktop и для персональной страницы iGoogle), мини-приложения для боковой панели операционной системы Windows Vista и аналогичные для Windows 7/8, гаджеты для браузеров, а также гаджеты SideShow на совместимых устройствах.

## Этимология
Наиболее проработана версия, связывающая слово гаджет с фр. gâche (скоба, хомут) и уменьшительной формой фр. gâchette (скобка, хомутик).
Первоначально же gâche означало застежку (видимо, в виде шпенька) и происходит от нидерл. gesp, gespe (пряжка, застежка), что характеризует «пристёгиваемость» устройства.

## Особенности
- Портативность: вес типичных гаджетов не превышает 300 граммов, а размеры позволяют им умещаться в карманах одежды.